# Longipedia spinulosa
Longipedia spinulosa is een eenoogkreeftjessoort uit de familie van de Longipediidae. De wetenschappelijke naam van de soort is voor het eerst geldig gepubliceerd in 1981 door ItôTat.